# Le Monde merveilleux de Chantal Goya
 (novembre 2011).
Si vous disposez d'ouvrages ou d'articles de référence ou si vous connaissez des sites web de qualité traitant du thème abordé ici, merci de compléter l'article en donnant les références utiles à sa vérifiabilité et en les liant à la section « Notes et références ».
Le Monde merveilleux de Chantal Goya est un spectacle best-of de Chantal Goya.

## Acte 1
1. Ouverture
2. Jeannot Lapin
3. Un lapin
4. Quatre petits lapins roses
5. Pandi-Panda
6. Snoopy
7. Félix le Chat
8. Pipotin
9. Coucou la grenouille
10. L'alphabet en chantant
11. Piou-Piou petit poussin
12. Loup-Loup
13. Aimons-nous

## Acte 2
1. Au Pays des Souris
2. C'est Guignol !
3. Les trois joyeux Pieds Nickelés
4. Voulez-vous danser grand-mère ?
5. Mais en attendant Maître Renard
6. La poupée
7. Bécassine
8. Monsieur le Chat Botté
9. Les anges de la liberté
10. Crocodile Croque-Monsieur
11. J'veux sentir le soleil
12. Adieu les jolis foulards
13. Tout l'amour du monde